# Deinoptila peniculata
Deinoptila peniculata är en fjärilsart som beskrevs av Paul Dognin 1893. Deinoptila peniculata ingår i släktet Deinoptila och familjen mätare. Inga underarter finns listade i Catalogue of Life.